# Макриялос
Макриялос (на гръцки: Μακρύγιαλος) е село в Егейска Македония, Гърция, дем Пидна-Колиндрос на административна област Централна Македония.

## География
Селото е разположено на 40 m надморска височина, на 22 km североизточно от Катерини. Наблизо е античният град Пидна. В него функционира археологически музей.

## История
Край Макриялос в 1993 година е разкрито неолитно селище.
В XIX век Макриялос е смесено гръцко-турско село в Катеринската каза на Османската империя.
В 1913 година след Междусъюзническата война селото остава в Гърция. В 1922 година в селото са заселени гърци бежанци. В 1928 година е смесено местно-бежанско селище с 89 бежански семейства и 361 жители бежанци.
Населението традиционно се занимава с лозарство, овощарство, а в по-ново време с туризъм.
| Име      | Име      | Ново име   | Ново име   | Описание               |
| -------- | -------- | ---------- | ---------- | ---------------------- |
| Караагач | Καραγάτς | Палеопидна | Παλιόπυδνα | река на Ю от Макриялос |

| Година    | 1913 | 1920 | 1928 | 1940 | 1951 | 1961 | 1971 | 1981 | 1991 | 2001 | 2011 | 2021 |
| --------- | ---- | ---- | ---- | ---- | ---- | ---- | ---- | ---- | ---- | ---- | ---- | ---- |
| Население | 450  | 139  | 736  | 1224 | 1135 | 1208 | 1085 | 1290 | 1485 | 1851 | 1681 | 1469 |